# مستشفى السيدة خديجة الكبرى التخصصي للمرأة
مستشفى السيدة خديجة الكبرى التخصصي للمرأة هو أول مستشفى للنساء في العراق ومنطقة الشرق الأوسط، يقع في محافظة كربلاء. أُنشأ المستشفى في عام 2022 بهدف توفير خصوصية وخدمات طبية للنساء من داخل وخارج العراق.

## المواصفات
افتتح مستشفى السيدة خديجة التخصصي للمرأة بدعم من العتبة الحسينية ويقع المستشفى في كربلاء، في منتصف مركز المدينة ضمن أكثر المناطق حيوية بالمحافظة وتبلغ مساحة المستشفى 20 ألف متر مربع، ويتكون من تسعة طوابق بسعة سريرية تبلغ 202 سريرًا.
كما يضم المستشفى ملاكات طبية وإدارية وهندسية مارست العمل داخل العراق وفي دول أوروبا والخليج العربي، ويشمل حوالي خمسة وعشرين تخصصاً طبياً نسائياً متنوعاً.

## الأقسام الطبية:
- العيادات الاستشارية
- مركز أورام الثدي
- قسم الطوارئ
- قسم الأشعة
- قسم المختبر
- قسم العناية الفائقة (للكبار – للأطفال)
- قسم الخدج (العناية الفائقة لحديثي الولادة)
- قسم الجراحة العامة
- قسم العمليات النسائية والتوليد
- قسم العناية اليومية
- قسم الناظور القصبي والهضمي
- قسم العلاج الطبيعي
- وحدة غسيل الكلى
- ردهات رقود المرضى
- مركز السمنة